# Dumitru Gheorghiu (bober)
Dumitru Gheorghiu (n. 14 decembrie 1904 - d. ?) a fost un bober român, care a concurat în cadrul competițiilor de bob din anii '30 ai secolului al XX-lea.
A câștigat medalia de argint în proba de bob - 4 la Campionatul Mondial de bob de la Garmisch-Partenkirchen (1934). 
La Jocurile Olimpice de la Garmisch-Partenkirchen (1936), el a făcut parte din echipa România II de bob-2 (alături de Alexandru Budișteanu) clasată pe locul 16, precum și din echipa România I de bob-4, dar aceasta nu a mai concurat.